# Scopula achlyoides
Scopula achlyoides är en fjärilsart som beskrevs av Louis Beethoven Prout 1935. Scopula achlyoides ingår i släktet Scopula och familjen mätare. Inga underarter finns listade.